# داني كرين
داني كرين (بالإنجليزية: Danny Crane) هو لاعب كرة قدم بريطاني، ولد في 27 مايو 1984 في برمنغهام في المملكة المتحدة. لعب مع روشدين ودايموندز وكامبريدج يونايتد ونادي بيرتن ألبيون ونادي ليويس ونادي موور غرين لكرة القدم ووست بروميتش ألبيون.

## روابط خارجية
- داني كرين على موقع Soccerbase.com (لاعب) (الإنجليزية)
- داني كرين على موقع Soccerway.com (الإنجليزية)